# ジョンデイ (オレゴン州)
ジョンデイ（John Day）はアメリカ合衆国オレゴン州グラント郡にある市。キャニオンシティの北、国道26号線と395号線の交差点に位置する。この町の名前は、ヴァージニア州出身で、太平洋毛皮会社の罠猟師ジョン・デイに由来する。1901年に法人市化。
2010年国勢調査によると、その人口は1,744人でグラント郡では最大である。

## 歴史
当時ワスコ郡の一部であったグラント郡において、最初に定住したのは1862年のB・C・トローブリッジであった。当時郡庁がおかれ、鉱業によって急成長したキャニオンシティを除いては、東オレゴンの集落はなかなか発展しなかった。その後、少しずつ商人や人々がジョンデイへ移住してきた。これには、キャニオンシティで4回に渡って大火が発生したことも原因であった。キャニオンシティでは、1870年には郡庁舎が焼失、1885年にはチャイナタウンが燃え、1898年と1937年にも大火によってダウンタウンが破壊された。

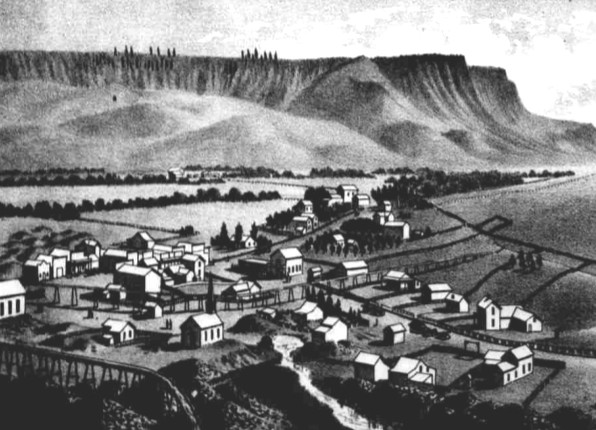
1885年ごろのジョンデイ

1865年にジョンデイシティ郵便局が開設されたが、1871年に閉鎖。1879年にジョンデイ郵便局として再開設された。1900年4月には議員が選出され、1901年2月23日にオレゴン州議会が法人市化を認めた。初期のジョンデイには華人が多数生活しており、タイガータウンと呼ばれる中華街が発展した。また、地元教会のアドベント・クリスチャン・チャーチの教会員は1882年時点で547名であったが、そのうち382名は中国系であった。1887年時点では、ジョンデイには千人近くの中国系アメリカ人が生活していた。

## 地理
ジョンデイの標高は941mである。アメリカ合衆国国勢調査局によると、総面積は4.84km²ですべて土地面積である。

### 地質
ジョンデイ地域の岩盤地質は、三畳紀とジュラ紀の間の構造活動によって北アメリカ大陸西部の縁に加えられた二畳紀から三畳紀の変成岩と火成岩の複雑な集合体である。これらの岩盤の上に、新生代の火山岩が堆積している。 
また、ジョンデイ周辺地域には、古生物学的に最も重要な資源が含まれている。恐竜が絶滅した時期から更新世までの期間、この地域では火山活動が活発であり、それゆえに多くの化石が埋まっている。また、埋まっている化石ごとに比較して年代を特定できるため、この地域の化石の年代特定は非常に正確である。これにより、古生物学者は生態系や気候の変化が生物の関係性にどのような影響を与えたのかを知ることができる。
17世紀のスペイン人探検家はこの地で金が発見されたと報告したが、実際には金は見つけられなかった。

### 気候
内陸に位置するのにもかかわらず、ジョンデイはケッペンの気候区分では海洋性気候に分類される。しかし、その年の降水量や気温次第ではステップ気候（BSk）や湿潤大陸性気候（Dfb）に分類されることもある。
| オレゴン州ジョンデイの気候 | オレゴン州ジョンデイの気候 | オレゴン州ジョンデイの気候 | オレゴン州ジョンデイの気候 | オレゴン州ジョンデイの気候 | オレゴン州ジョンデイの気候 | オレゴン州ジョンデイの気候 | オレゴン州ジョンデイの気候 | オレゴン州ジョンデイの気候 | オレゴン州ジョンデイの気候 | オレゴン州ジョンデイの気候 | オレゴン州ジョンデイの気候 | オレゴン州ジョンデイの気候 | オレゴン州ジョンデイの気候 |
| 月                         | 1月                        | 2月                        | 3月                        | 4月                        | 5月                        | 6月                        | 7月                        | 8月                        | 9月                        | 10月                       | 11月                       | 12月                       | 年                         |
| -------------------------- | -------------------------- | -------------------------- | -------------------------- | -------------------------- | -------------------------- | -------------------------- | -------------------------- | -------------------------- | -------------------------- | -------------------------- | -------------------------- | -------------------------- | -------------------------- |
| 最高気温記録 °F （°C）     | 69 (21)                    | 73 (23)                    | 80 (27)                    | 91 (33)                    | 98 (37)                    | 103 (39)                   | 110 (43)                   | 112 (44)                   | 110 (43)                   | 95 (35)                    | 79 (26)                    | 66 (19)                    | 112 (44)                   |
| 平均最高気温 °F （°C）     | 41.5 (5.3)                 | 47.2 (8.4)                 | 53.2 (11.8)                | 59.8 (15.4)                | 68.6 (20.3)                | 77.5 (25.3)                | 88.4 (31.3)                | 87.7 (30.9)                | 78.9 (26.1)                | 65.7 (18.7)                | 50.5 (10.3)                | 42.5 (5.8)                 | 63.5 (17.5)                |
| 平均最低気温 °F （°C）     | 22.3 (−5.4)                | 25 (−4)                    | 28.4 (−2)                  | 32.5 (0.3)                 | 39 (4)                     | 44.9 (7.2)                 | 49.1 (9.5)                 | 47.7 (8.7)                 | 40.7 (4.8)                 | 33.6 (0.9)                 | 28 (−2)                    | 22.9 (−5.1)                | 34.5 (1.4)                 |
| 最低気温記録 °F （°C）     | −24 (−31)                  | −20 (−29)                  | −5 (−21)                   | 13 (−11)                   | 13 (−11)                   | 25 (−4)                    | 35 (2)                     | 30 (−1)                    | 21 (−6)                    | 4 (−16)                    | −9 (−23)                   | −23 (−31)                  | −24 (−31)                  |
| 降水量 inch （mm）         | 1.18 (30)                  | 0.78 (19.8)                | 1.15 (29.2)                | 1.34 (34)                  | 1.8 (46)                   | 1.4 (36)                   | 0.51 (13)                  | 0.72 (18.3)                | 0.7 (18)                   | 1.01 (25.7)                | 1.32 (33.5)                | 1.28 (32.5)                | 13.19 (335)                |
| 降雪量 inch （cm）         | 5.9 (15)                   | 2.9 (7.4)                  | 2.7 (6.9)                  | 1 (3)                      | 0.1 (0.3)                  | 0 (0)                      | 0 (0)                      | 0 (0)                      | 0 (0)                      | 0.2 (0.5)                  | 2 (5)                      | 4.9 (12.4)                 | 19.6 (49.8)                |
| 平均降水日数               | 11                         | 9                          | 11                         | 11                         | 11                         | 8                          | 3                          | 4                          | 5                          | 8                          | 11                         | 11                         | 103                        |
| 出典：                     |                            |                            |                            |                            |                            |                            |                            |                            |                            |                            |                            |                            |                            |

## 経済
歴史的に、金の採掘、牧羊や牧牛、林業、製材業などの農工業が経済の中心であった。しかしながら、連邦警察が1942年に全米で金の採掘を禁止、木材の売上減少、輸送費用の増加などによって伝統的な産業の重要性は低下している。一方で、マルール国有林の本部による職員の雇用や、レジャー産業などが新たな雇用先となっている。

## 交通
- 国道26号線
- 国道395号線